# Schizopera meridionalis
Schizopera meridionalis är en kräftdjursart som beskrevs av Petkovski 1954. Schizopera meridionalis ingår i släktet Schizopera och familjen Diosaccidae.

## Underarter
Arten delas in i följande underarter:
- S. m. listensis
- S. m. meridionalis